# 三角巾
三角巾（さんかくきん）とは、

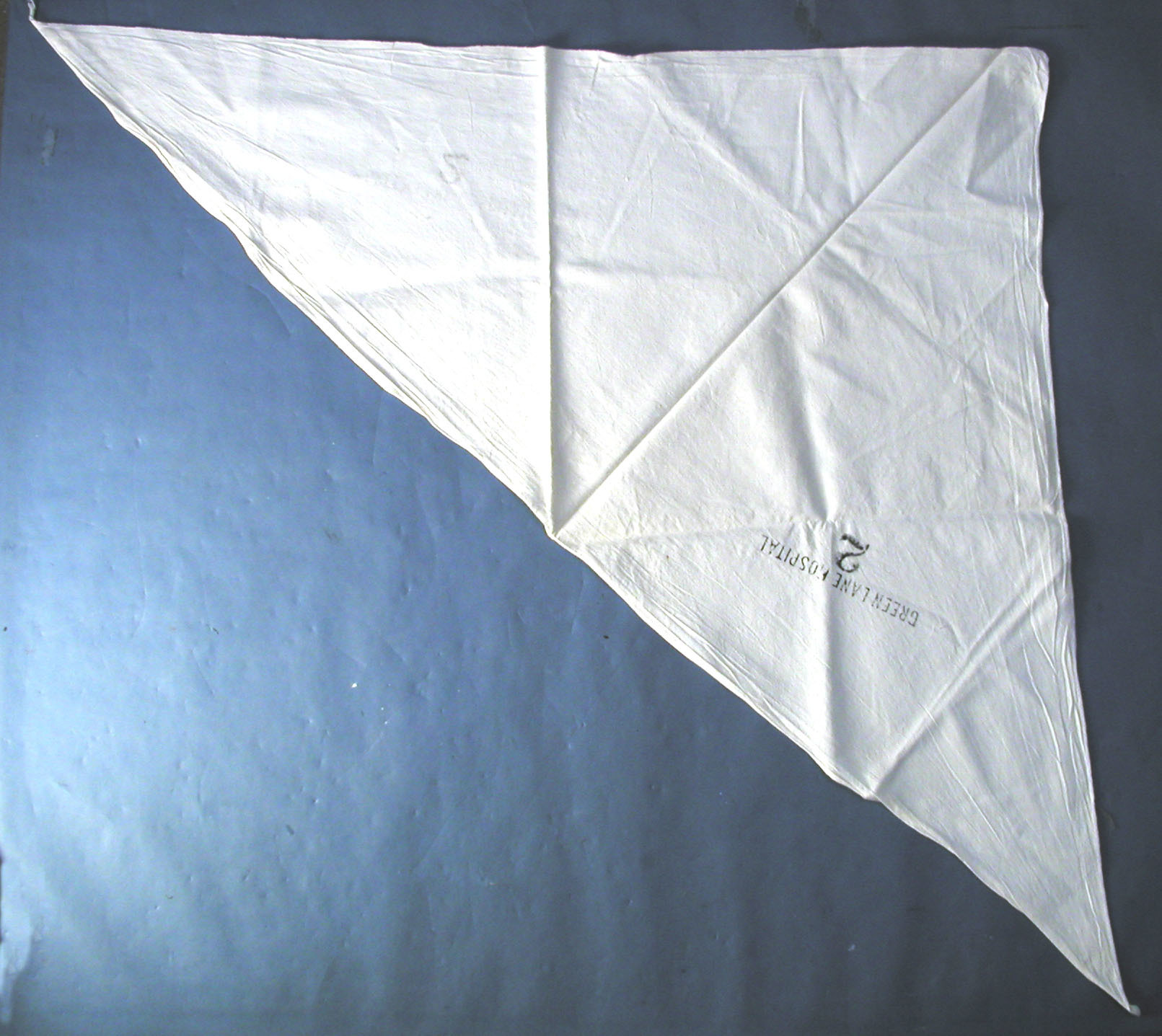
三角巾

1. 応急処置などに用いられる包帯の一種。いわゆる「包帯」は、正しくは巻軸帯（かんじくたい）と呼ぶ。
2. 調理時に衛生のために頭髪を覆う、三角形の布製品。清掃時にも使われる。多くはバンダナを半分に切ったような直角二等辺三角形で、扱い易いよう二角に結び紐を付けた製品などもある。

以下では1.について記述する。

## 概要
三角巾は、負傷（→外傷）箇所の止血や固定といった様々な用途に用いられる布である。形状としては直角二等辺三角形をしているが、これは正方形の布を対角線で一回折った状態と同じである。このため適度な大きさの正方形の布（風呂敷など）でも代用可能である。
大きさは様々であり、薬局・ドラッグストア・コンビニエンスストアなどでは綿（木綿）製ないし綿・ポリエステル混合で短い辺が50cm～1m程度のものが一般に販売されている。日本においては価格的にもそう高価なものではなく、救急箱のある家庭では、入れっぱなしで普段は忘れられたままになっている三角巾というのも見られる。

## 名称
三角形で頂点（頂角）に対して底角となる部分を端、頂点（頂角）と底角の間を辺、底角の間を基底という。

## 用法

### 全巾
全巾は折らずに使用する場合であり、体表面の被覆、ガーゼ等の支持、腕を吊る場合は全巾のまま用いる。
- 被覆包帯 - 頭部の創傷や顔面の熱傷に対する処置[1]
- 固定包帯（堤肘固定三角巾） - 上腕や前腕の骨折あるいはその疑いがある場合の全巾による固定[1]。腕を骨折したり脱臼または大きな怪我をしたりして動かしたくない場合は、負傷した腕の反対側の肩に三角巾の端を掛け、その上に肘を曲げて負傷した腕を添え、更に下に余った布を上に持ち上げて負傷した腕の肩を覆うようにして最初に肩に載せた端と首の後ろで縛る。

### 半巾
全巾の三角巾を半分に切るか半分に折って使用する場合であり、手掌や足部など小範囲の体表面の被覆（被覆包帯）などに用いる。

### たたみ三角巾
全巾の三角巾の頂点から基底に向かって折り畳んだもので、2つ折り、4つ折り、8つ折りがあり、創傷部の被覆包帯、圧迫包帯止血、支持包帯、固定包帯などに用いる。
- 被覆包帯 - 創傷部に空気が触れないように行う処置[1]
- 圧迫包帯止血 - 出血している傷口に清潔な布等を当て、その上から三角巾で処置をする方法[1]。頭部の止血では、こめかみが圧迫されるよう帯にしてバンダナのように頭に巻くなどする。かつては腕や足などの止血において三角巾を使った止血帯といった用法も一般向けに指導されていたが、止血帯法は締め付けの加減が難しく予後が悪化する危険性もあることから直接圧迫止血法にとって変わられるようになっている。ただし30分以上手で押さえて出血量が減った状態などでは、負傷箇所に重ねた充て布をしてその上から圧迫するように強く縛る（血行をとめてはいけない）などの縛り方がある。
- 足関節部の固定包帯[1]

## ギャラリー

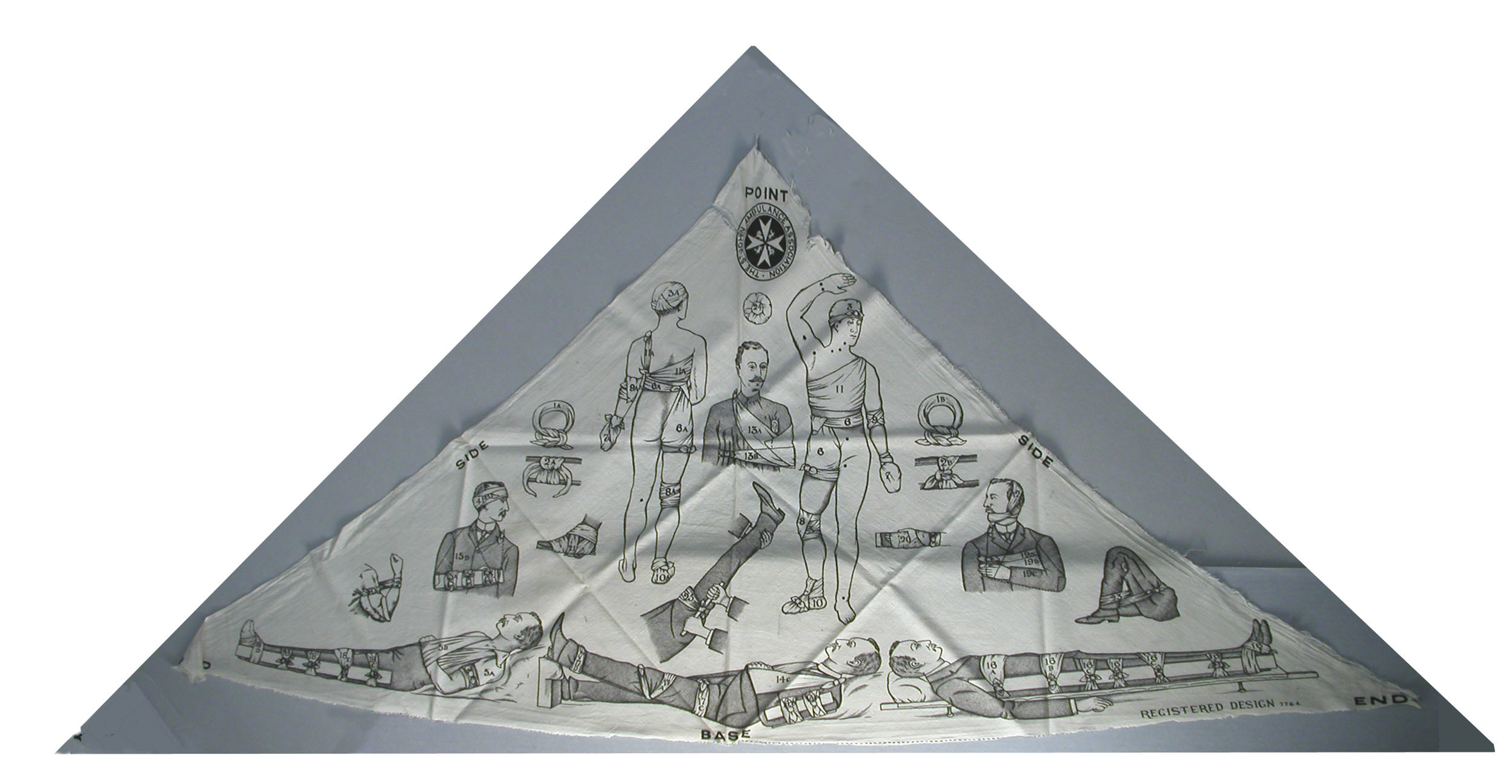
使い方が絵でプリントされた三角巾
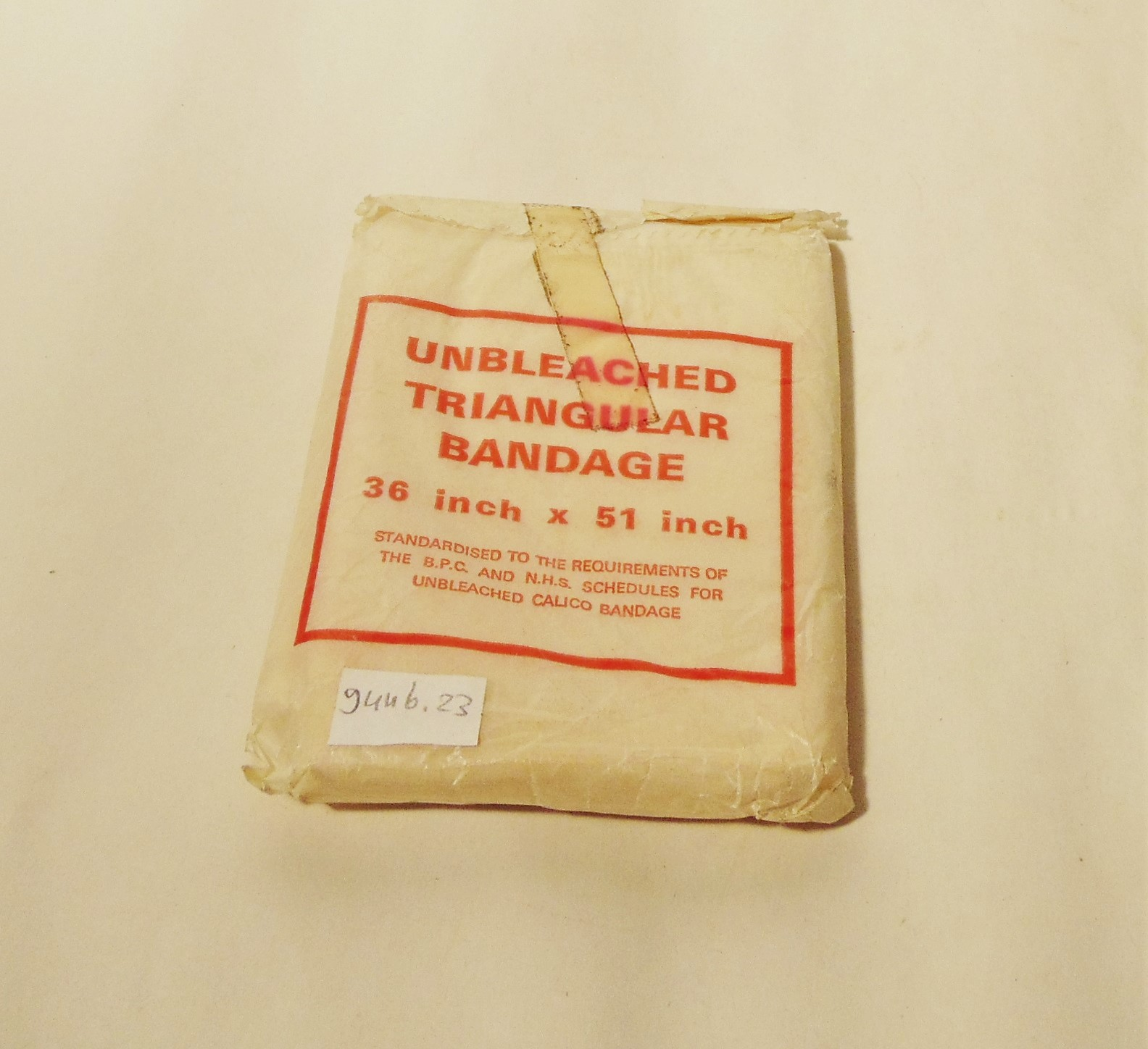
1940年代の三角巾（紙袋入りの状態）